# 重華宮
39°55′18″N 116°23′43″E / 39.921637°N 116.395229°E
重華宮 (穆麟德轉寫：dabkūri eldengge gung)，位于紫禁城内廷西路西六宫以北。重華宮院落以东是漱芳斋，以西是厨房。清朝乾隆年间，由乾西五所改建。

## 重华宫

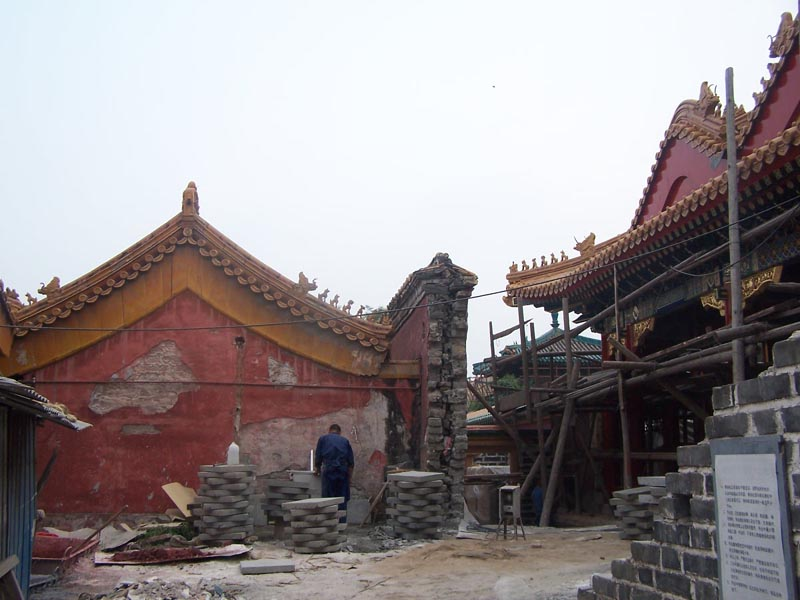
2005年复建中的建福宫花园，自北向南拍摄。右侧是静怡轩，远处绿顶建筑是建福宫的惠风亭，左侧黄琉璃瓦顶建筑是重华宫西侧的重华宫厨房院落（即原乾西五所之三所）第二进院的西厢房。

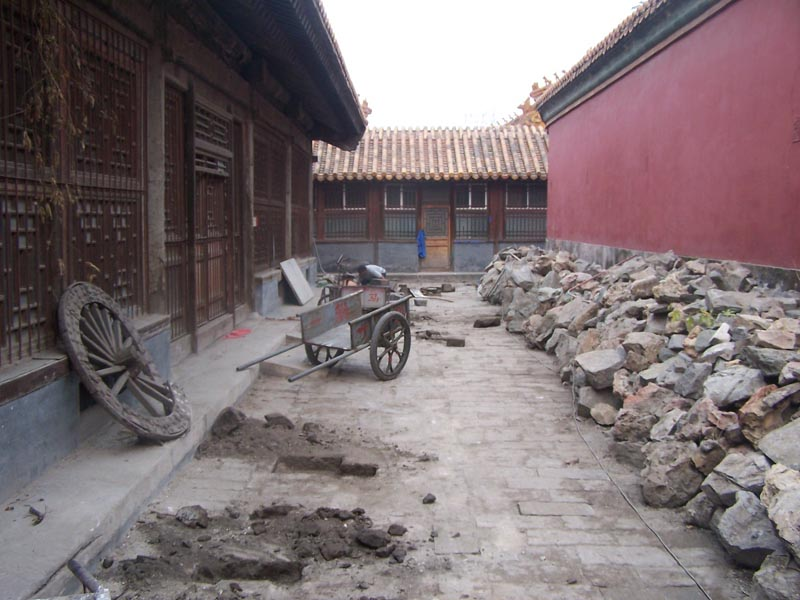
2005年复建中的建福宫花园堆料场地，自西向东拍摄。左侧为重华宫厨房院落最后面一座正房，右侧为该院落第二进院的正房

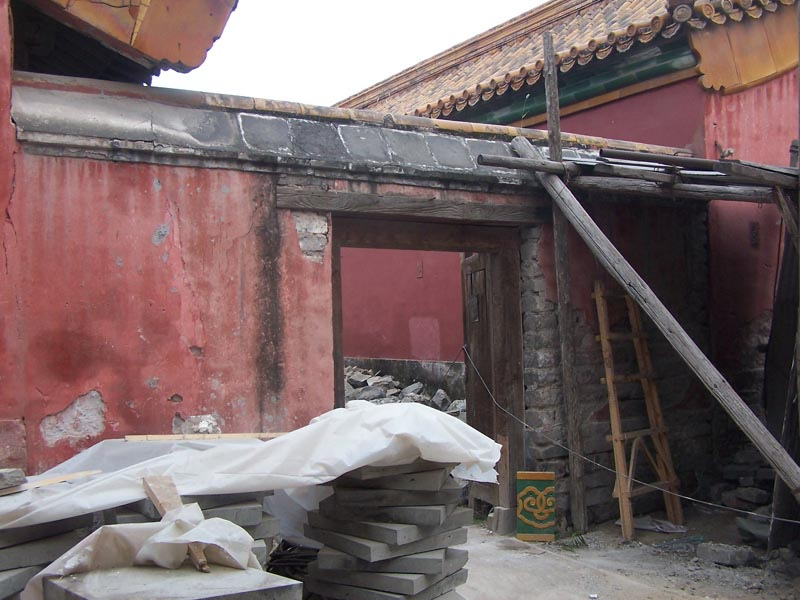
2005年复建中的建福宫花园堆料场地，自西向东拍摄。左侧为重华宫厨房院落最后面一座正房，右侧为该院落第二进院的正房

重华宫所在区域，原来属于明朝乾西五所。清朝乾隆年间，对乾西五所进行了改建，将二所改建为重华宫，一所改建为漱芳斋，三所改建为重华宫的厨房，四所、五所则拆毁改建建福宫及建福宫花园。
重华宫原来是明朝乾西五所之二所。乾隆帝弘历当皇子时，起初居住在毓庆宫，雍正五年（1727年）成婚之后移居乾西二所，雍正十一年（1733年）被封为“和硕宝亲王”，住地获赐名“乐善堂”。弘历登基后，此处作为肇祥之地升格为宫，称“重华宫”。
“重华”一名出自《书·舜典》孔颖达疏：“此舜能继尧，重其文德之光华”。大学士张廷玉、鄂尔泰拟此宫名“重华”，意在歌颂乾隆帝有舜之德，继位名正言顺，可使国家获得尧舜之治。
乾隆八年（1743年）起，每年新正召集内廷大学士、翰林等人到重华宫赐茶宴联句。乾隆帝通常另作律诗一、二首，命人刻匾悬挂在崇敬殿内檐，到乾隆六十年（1795年）时已经挂满了崇敬殿四周。后来，嘉庆帝将重华宫茶宴联句作为祖宗家法，在每年正月初二至初十期间举办。道光年间仍然时有举办，到咸丰以后才终止。
重华宫沿用过去乾西二所的三进院落的格局。主要建筑有：
- 重华门[1]
- 崇敬殿：位于重华门内，为前院正殿。崇敬殿原为乾隆帝当和硕宝亲王时的居所，乾隆五年（1740年）扩建。[3]面阔五间，进深三间，黄琉璃瓦歇山顶，前檐正中接抱厦三间，是改建后添加。明间开门，古钱纹棂花槅扇门四扇，其他是槛窗。
  - 乐善堂：为崇敬殿的明间及东、西次间。崇敬殿内明间正中悬挂弘历当和硕宝亲王时亲笔题写的匾额“乐善堂”。[1]两侧楹联为乾隆帝自拟、大臣张廷玉敬书的“聖訓光昭敬誠常自勖，天倫敦敘忠孝在躬行”。殿内正中的台上设宝座，宝座后为三扇屏风，两侧为宫扇、香几、香筒等等，香几上承太平有象、甪端各一对。该陈设为乾隆帝登基后御临重华宫时所用。[3]
  - 东暖阁：为崇敬殿的东梢间。内供佛像。东暖阁内悬挂康熙帝题的“意叶心香”匾，楹联“莲花贝叶因心见，忍草禅枝到处生”。[4]
  - 西暖阁：为崇敬殿的西梢间。内供佛像。西暖阁内悬挂乾隆帝题的“吉云持地”匾，楹联“满字一如心得月，梵言半偈舌生莲”。 [4]
- 重华宫：位于崇敬殿以北，为中院正殿。面阔五间，进深一间，黄琉璃瓦硬山顶，明间开门，其他都是槛窗，前接抱厦3间。重华宫内明间与东次间、西次间都用紫檀雕花槅扇分隔，槅扇雕刻十分精美，为紫禁城内檐装修的精品，东次间槅扇在光绪十七年（1891年）拆除，改成子孙万代葫芦落地罩。[1]重华宫前外檐上悬挂“重華宮”陡匾。[5]
  - 重华宫西梢间
  - 重华宫西次间：西次间是乾隆帝赐群臣茶宴、赋诗联句、休息观戏之所。北墙靠墙陈设有紫檀雕花顶竖柜。西墙靠墙陈设紫檀雕花平头案，案上置紫檀透雕楼阁嵌玉人插屏，屏上方的西墙上有乾隆帝御笔的贴落。[3]
  - 重华宫明间
  - 重华宫东次间
  - 重华宫东梢间（芝蘭室）：东梢间是乾隆帝御临重华宫时的休息之所。室内东侧为一通炕，上面靠墙置有十二扇炕屏，屏心雕有十二月花卉图。屏前为一炕几，两侧是炕案，案上陈设着帽架、文玩。炕前放有香炉。炕上方的东墙上悬挂“芝蘭室”匾。炕上北侧靠北墙也置有一炕几，其上方的北墙上有乾隆帝御书的字幅一张。炕的外侧靠北墙置有一紫檀长桌，桌上是茶具及文玩，长桌上方的北墙上悬挂玳瑁框象牙的《鹤鹿同春图》挂屏。[3]
  - 葆中殿：重华宫的东配殿，面阔三间，进深一间，黄琉璃瓦硬山顶。殿内额曰“古香斋”，曾经用来收贮《钦定古今图书集成》。[1]
  - 浴德殿：重华宫的西配殿。殿内额曰“抑斋”，曾经是乾隆帝的书室。[1]
  - 井亭：重华宫所在中院内的东西两侧各有井亭1座。东井亭内有井，西井亭仅为和东井亭对称而设。[1]
- 翠云馆：位于重华宫以北，为后院正殿，两侧带有耳房及东西配殿。翠云馆面阔五间，进深一间，黄琉璃瓦硬山顶，明间开门，其他都是槛窗。翠云馆内有黑漆描金装修，非常精美。[1]翠云馆的间隔采用四扇金漆山水图隔扇组合而成，隔扇上部是勾云纹窗棂。隔扇一侧的墙上挂有紫檀百宝嵌博古图挂屏，另一侧对称挂有紫檀框漆地百宝嵌花鸟图挂屏。[3]
  - 翠云馆西梢间：西梢间北墙装饰成上、下两层，上层为阁楼式，下层为炕。阁楼上设有八扇花鸟图屏风。炕上有炕桌和炕案，两侧是紫檀框双面绣的隔扇。炕下西侧陈设紫檀雕花大案，东侧为书格式帘子隔尘[6]。
  - 翠云馆西次间：
  - 翠云馆明间：
  - 翠云馆东次间：东次间的匾曰“长春书屋”，是乾隆帝即位前的读书处。[1]东次间与东梢间之间，设有一祥云门。門的兩側朝西挂有對聯“四季風光無盡藏，百城古帙有餘香”，門上方朝西掛“養雲”匾。[3]
  - 翠云馆东梢间：东梢间内祥云门侧的黑漆描金插屏，以及靠东墙的紫檀长桌等家具陈设，均是清朝乾隆时期的原状。[3]
- 玉粹軒:
  - 玉粹軒位於寧壽宮花園第四進院落。明間貼落畫中繪有乾隆三十七年（1773年）《元旦試筆》詩中的兩句：「億萬人增億萬壽，泰平年值泰平春」，為知名春聯句。[7][8][9]。

## 漱芳斋
漱芳斋原是乾西五所之头所，创建于明朝永乐十八年（1420年）。清朝乾隆帝即位后，将乾西五所之二所改建为重华宫，遂将头所改建为漱芳斋，并建设戏台，作为重华宫宴集演戏的场所。
乾隆年间，皇帝每年新正先到西苑阐福寺拈香，随后来到漱芳斋开笔书福。每逢万寿节、圣寿节、中元节、除夕等重要的节日，皇帝经常侍奉皇太后在后殿进膳、看戏，并且赐宴王公大臣。道光、咸丰、同治等朝，皇帝仍奉皇太后或皇贵太妃等人在这里用膳。宣统帝逊位后，同治帝瑜妃、瑨妃曾居住在漱芳斋芝兰室，遇到太妃诞辰日，仍在这里传戏，直到1924年溥仪被迫“即日出宫”。如今漱芳斋的建筑及内部装修均保存完好，是故宫博物院贵宾接待处。
漱芳斋是工字形殿，前殿和南房、东西配殿围合形成独立的小院，其间有游廊连接。
- 前殿：面阔五间，进深三间，黄琉璃瓦歇山顶，前檐的明间安有风门，其他均为槛窗。室内明间和次间采用落地罩分隔，东次室额题“静憩轩”，是乾隆七年（1742年）御题，为弘历旧时的读书处。[10]前殿檐下悬挂“漱芳齋”陡匾（乾隆帝题）。[5]
  - 东、西配殿：前殿前有东、西配殿各三间，东配殿明间前后都开门，东出即为御花园。[10]
  - 戏台：该院落南房的北面接有戏台一座，和漱芳斋前殿相对。戏台是亭式建筑，面阔三间、进深三间，黄琉璃瓦重檐四角攒尖顶。台面90平方米左右，为紫禁城中最大的单层戏台。[10]戏台前檐悬挂“昇平叶慶”匾，两侧柱上有楹联“日麗瑤臺寰宇休明傳鼓吹，風清玉漏萬方懽樂入歌謠”（乾隆帝题）。[5][11]台口分别题有“佾舞”、“諧音”。[11]戏台南面连接的南房作为扮戏房。
  - 戏衣库：扮戏房南侧还有一小院，小院南侧为戏衣库（现内部已改为公共厕所）。从储秀宫的丽景轩与其西耳房之间的廊道也可向北来到此院。该小院东北角设有一门，门内有一黄琉璃影壁，门外便是御花园千秋亭。
- 后殿：名叫“金昭玉粹”，面阔五间，进深一间，前檐的明间接穿堂和前殿相连接，其他均为槛窗。[10]另外后殿有西耳房1间，西配房3间。后殿内的西梢间修有方形亭式小戏台一座，坐西朝东，额题“風雅存”（乾隆帝題，上鈐“乾隆御筆”印），前檐的左、右柱子上各悬挂古琴形木制楹联：“自喜軒窗無俗韻，聊將山水寄清音”（乾隆帝题）。小戏台下挂“膺天慶”匾（慈禧太后题），小戏台有楹联“金掌露浮盤影動，蓮壺風送漏聲遲”（乾隆帝题）。[5][10]小戏台的台高将近0.5米，面宽及进深均不足4米，上下场门后面有较宽敞的后台，可以放戏箱或供演员化妆，此戏台现保存完好。[12]小戏台后面开有小门通往西耳房。后殿的东室（东隔扇）和小戏台相对，是侍宴观戏的场所，挂有“高雲情”匾（乾隆帝題，上鈐“乾隆御筆之寶”印），两侧有楹联“瑞景瓊樓開錦綉，歡聲朱閣奏雲韶”（乾隆帝题）。[5][10]这座小戏台与宁寿宫花园倦勤斋戏台，曾供皇帝传膳时演出短小的宴戏或演出岔曲等等。[12]